# Ulvaceae
Famille
Les Ulvaceae sont une famille d'algues vertes de l'ordre des Ulvales. 

## Étymologie
Le nom vient du genre type Ulva, issu de l'ancien nom latin de l'algue. 

## Liste des genres
Selon AlgaeBase (2 mai 2013) :
- Enteromorpha Link
- Gemina V.J.Chapman
- Letterstedtia Areschoug
- Ochlochaete Thwaites
- Percursaria Bory de Saint-Vincent
- Ruthnielsenia C.J.OKelly, B.Wynsor & W.K.Bellows
- Ulva Linnaeus
- Ulvaria Ruprecht
- Umbraulva E.H.Bae & I.K.Lee

Selon ITIS (6 mars 2021) :
- Chloropelta
- Enteromorpha Link, 1820
- Percursaria Bory De St. Vincent. 1828
- Ulva Linnaeus, 1753
- Ulvaria F. J. Ruprecht, 1850

Selon World Register of Marine Species (6 mars 2021) :
- Chloropelta Tanner, 1980
- Gemina V.J.Chapman, 1952
- Letterstedtia Areschoug, 1850
- Lola A.Hamel & G.Hamel, 1929
- Ochlochaete Thwaites, 1849
- Percursaria Bory de Saint-Vincent, 1823
- Ruthnielsenia C.J.O’Kelly, B.Wynsor & W.K.Bellows, 2004
- Ulva Linnaeus, 1753
- Ulvaria Ruprecht, 1850
- Umbraulva E.H.Bae & I.K.Lee, 2001